# Wanderlei Silva
Wanderlei Silva (ur. 3 lipca 1976 w Kurytybie) – brazylijski zawodnik mieszanych sztuk walki, w latach 2001–2007 mistrz PRIDE Fighting Championships w wadze średniej.

## Kariera sportowa
W wieku 13 lat rozpoczął treningi muay thai w akademii Chute Box. Swoją pierwszą profesjonalną walkę (na zasadach vale tudo) stoczył w listopadzie 1996 roku. Na gali BVF 6 znokautował Dilsona Filho

### IVC i UFC
W latach 1997–1999 Silva walczył dla brazylijskiej organizacji International Vale Tudo Championships (IVC), wygrywając 5 z 6 walk (wszystkie przed czasem). W kwietniu 1999 roku został mistrzem IVC w wadze półciężkiej.
W październiku 1998 roku zadebiutował w UFC podczas pierwszej gali tej organizacji rozgrywanej w Brazylii (UFC: Ultimate Brazil). Starł się na niej z innym młodym, świetnie zapowiadającym się zawodnikiem Vitorem Belfortem. Silva przegrał przez TKO w 44. sekundzie walki. Rok później na gali UFC 20 znokautował Tony'ego Petarrę. Swoją trzecią walkę w UFC stoczył w 2000 roku o wakujący po Kenie Shamrocku pas mistrzowski wagi półciężkiej z Tito Ortizem (UFC 25). Przegrał przez decyzje po pięciu wyrównanych rundach. 

### PRIDE FC
We wrześniu 1999 roku zadebiutował na ringu japońskiej organizacji PRIDE FC. Pomiędzy 1999 a 2004 rokiem wygrał w PRIDE 18 kolejnych walk (większość przez nokaut), nie licząc remisu z Mirko Filipoviciem i no contest z Gilbertem Yvelem. Ze względu na agresywny styl walki i efektowne nokauty otrzymał pseudonim "The Axe Murderer". Na gali PRIDE 13 w marcu 2001 roku walczył z gwiazdą japońskiego MMA Kazushim Sakurabą. Brazylijczyk efektownie wygrał przez TKO. Obaj zawodnicy spotkali się pół roku później na gali PRIDE 17 w walce o nowo wprowadzony pas mistrzowski PRIDE FC w wadze średniej (do 93 kg). Ponownie zwyciężył Silva.
W latach 2001–2004 zdominował rywalizację w swojej kategorii wagowej, pokonując m.in. Hidehiko Yoshidę, po raz trzeci Sakurabę oraz Quintona Jacksona w finale turnieju PRIDE Middleweight Grand Prix 2003. 

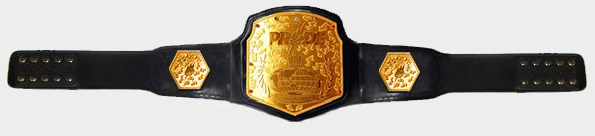
Pas PRIDE Grand Prix zdobyty przez Silve w 2003 roku

W październiku 2004 roku (PRIDE 28: High Octane) stoczył z Jacksonem walkę rewanżową w obronie mistrzowskiego pasa. Walka przeszła do historii jako jedna z najlepszych i najbardziej zaciętych konfrontacji na ringach PRIDE FC. Silva znokautował Amerykanina w drugiej rundzie po pięciu ciosach kolanami z klinczu.
Na gali Shockwave 2004 Silva starł się z cięższym o blisko 30 kg  Markiem Huntem – mistrzem K-1 z 2001 roku. Mimo iż Silva dominował w 3. rundzie, sędziowie niejednogłośną decyzją przyznali zwycięstwo Huntowi. Dla Brazylijczyka była to pierwsza porażka od ponad 4 lat, a także pierwsza przegrana walka w PRIDE.  
W 2005 roku wystartował w turnieju 2005 Pride Middleweight Grand Prix; odpadł w półfinale z Ricardo Aroną. Następnie wygrał z nim w rewanżu na gali Shockwave 2005. W 2006 roku stanął do walki z najlepszymi zawodnikami wagi ciężkiej w turnieju Open Weight Grand Prix (został wystawiony w zastępstwie kontuzjowanego Fiodora Jemieljanienko). Po zwycięstwie nad Kazuyukim Fujitą starł się po raz drugi w swojej karierze z Mirko Filipoviciem. Tym razem Chorwat znokautował go lewym kopnięciem okrężnym w głowę.
W marcu 2007 roku Silva zmierzył się w Las Vegas z mistrzem Pride w wadze półśredniej, Danem Hendersonem. Stawką walki był pas Silvy w wadze średniej. W trzeciej rundzie Henderson znokautował Brazylijczyka lewym sierpowym, odbierając mu pas, który dzierżył on przez ponad 5 lat. 

### UFC
Latem 2007 roku podpisał kontrakt z UFC, dzięki czemu mogło dojść do długo oczekiwanej walki Silvy z byłym mistrzem wagi półciężkiej UFC Chuckiem Liddellem. Brazylijczyk przegrał, po trzech zaciętych rundach przez jednogłośną decyzję sędziów. Następnie Silva walczył na UFC 84, gdy 24 maja pokonał Keitha Jardine'a przez nokaut w 36. sekundzie pierwszej rundy. Na UFC 92 doszło do trzeciej walki z Quintonem Jacksonem. Amerykanin zrewanżował się Brazylijczykowi za dwie poprzednie porażki, nokautując go w pierwszej rundzie. W czerwcu 2009 roku w Kolonii (UFC 99) Silva przegrał przez decyzję z Richem Franklinem. Po tej walce przeszedł do wagi średniej (84 kg). W lutym 2010 roku na UFC 110 zwyciężył z Michaelem Bispingiem przez jednogłośną decyzję, ale w lipcu 2011 roku na UFC 132, powracając po dłuższej przerwie spowodowanej kontuzją kolana, został znokautowany w pierwszej rundzie przez Chrisa Lebena. Po porażce z rąk Lebena, wygrał przez TKO z byłym mistrzem Strikeforce w wadze średniej Cungiem Le na gali UFC 139 która odbyła się 19 listopada 2011 roku. 23 czerwca 2012 na UFC 147 roku miał stoczyć rewanżową walkę z Vitorem Belfortem, który wraz z Silvą był trenerem jednej z drużyn w reality show "The Ultimate Fighter". Z powodu złamania kości śródręcza Belfort wycofał się z udziału w gali. Zastąpił go Rich Franklin z którym ostatecznie przegrał na punkty po 5. rundach.
3 marca 2013 roku powrócił do Japonii po prawie 7 latach od swojego ostatniego pojedynku. Na gali UFC on Fuel TV 8 która odbywała się w Saitamie znokautował byłego mistrza WEC Briana Stanna w 2. rundzie po niebywale dynamicznym pojedynku głównie w 1. rundzie w której po prawie każdej wymianie ciosów jeden z zawodników chwiał się na nogach.
W październiku 2013 został głównym trenerem w reality show The Ultimate Fighter: Brazil 3 razem z Chaelem Sonnenem. W czasie trwania programu, w czerwcu Silva uległ kontuzji dłoni która wykluczyła go z walki z Sonnenem. Został on zastąpiony przez rodaka Vitora Belforta. W czerwcu 2014 komisja sportowa w Nevadzie (Nevada State Athletic Commission, NSAC) poinformowała o złamaniu polityki antydopingowej przez Silvę. Brazylijczyk podczas przesłuchania przed komisją przyznał się do stosowania dopingu przed niedoszłym pojedynkiem z Sonnenem. 23 września 2014 oficjalnie został ukarany przez NSAC bezterminowym zakazem toczenia pojedynków oraz grzywną w wysokości 70 tysięcy USD. Później kara została zredukowana do trzyletniego zawieszenia. W styczniu 2016 został zwolniony z kontraktu UFC.

### Bellator MMA
Na początku marca 2016 podpisał kontrakt z Bellator MMA. 24 czerwca 2017 zadebiutował w organizacji na gali Bellator 180 przegrywając na punkty z niedoszłym rywalem z UFC Chaelem Sonnenem.

## Osiągnięcia
- 1999: mistrz IVC w wadze półciężkiej
- 2003: PRIDE Middleweight Grand Prix – 1. miejsce
- 2001–2007: mistrz PRIDE FC w wadze średniej